# Ulrike Apel-Haefs
Ulrike Apel-Haefs (Schmalkalden, 31 janvier 1952 - 9 février 2009) est une historienne et femme politique allemande.

## Biographie
Elle est membre du Parti social-démocrate d'Allemagne.